# RP2
 Белок XRP2  является белком, который у человека кодируется геном RP2.
Локус RP2 является одной из причин Х-хромосомного пигментного ретинита. Предсказанный продукт гена показывает гомологию с человеческим кофактором С, белком, участвующим в конечном этапе бета-тубулинового сворачивания. Поэтому прогрессирующая дегенерация сетчатки может быть связана с накоплением неправильно свернутых фоторецепторов или нейрон-специфических изоформ тубулина с последующей прогрессирующей гибелью клеток.